# Кортемілія
Кортемілія (італ. Cortemilia, п'єм. Cortmija) — муніципалітет в Італії, у регіоні П'ємонт,  провінція Кунео.
Кортемілія розташована на відстані близько 460 км на північний захід від Рима, 70 км на південний схід від Турина, 60 км на північний схід від Кунео.

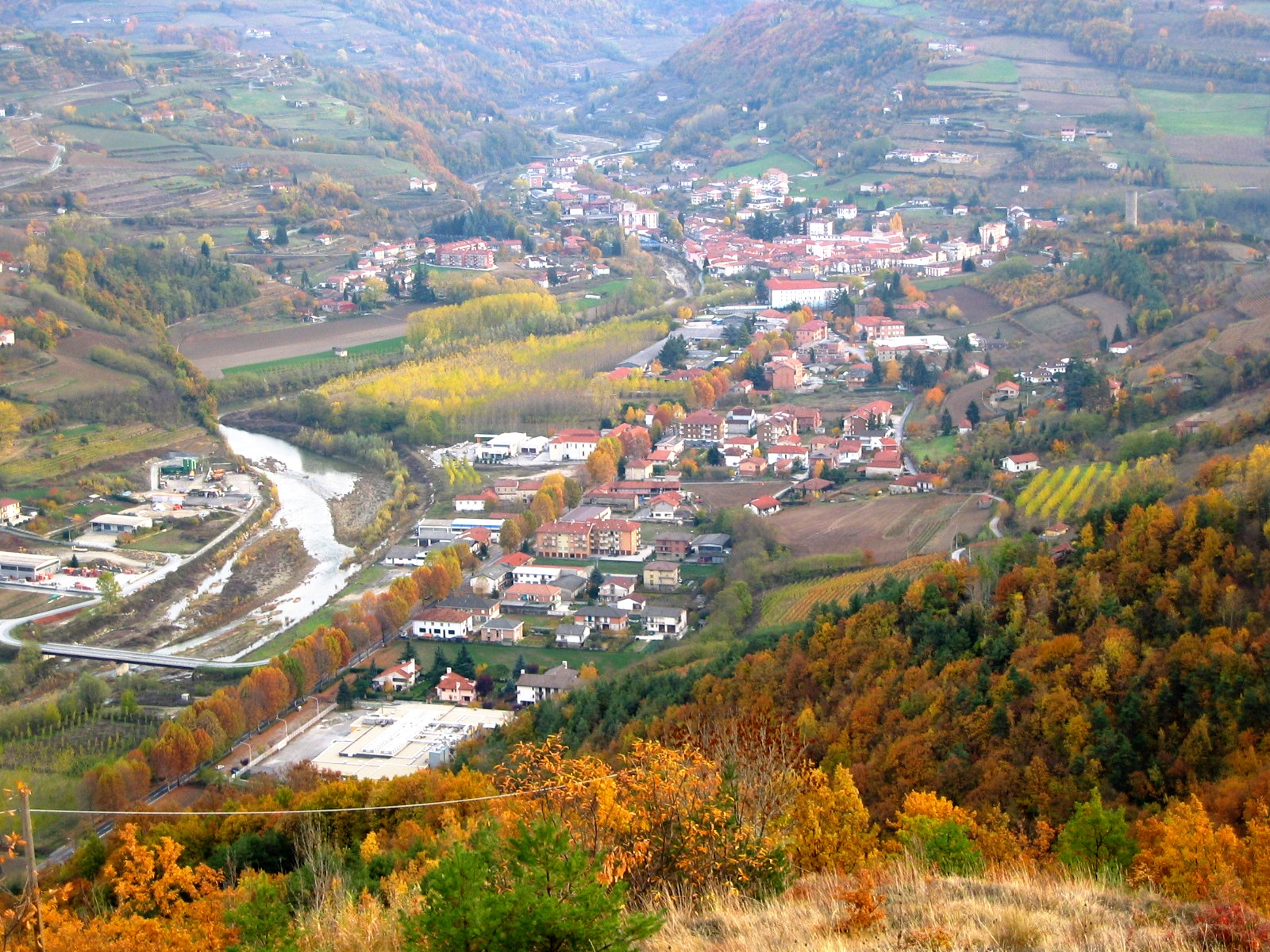

Населення — 2363 особи (2014).

## Демографія
Населення за роками:

Станом на 1 січня 2023 року в муніципалітеті офіційно проживало 265 іноземців з 30 країн, серед них 106 громадян країн Євросоюзу та 2 громадяни України.

## Сусідні муніципалітети
- Берголо
- Бозія
- Кастіно
- Перлетто
- Пеццоло-Валле-Уццоне
- Сероле
- Торре-Борміда